# Luigi Agnesi
Luigi Agnesi, artiestennaam voor Louis Ferdinand Leopold Agniez, (Erpent, 17 juli 1833 – Londen, 2 februari 1875) was een Belgisch zanger en componist. Zijn stembereik was bariton/bas.
Hij werd geboren binnen het gezin van leraar Ferdinand Agniez en Sophie Victorine Guerin. Hijzelf was gehuwd met Joanna Augustina Julia Scribe. Hij ligt in Londen begraven, zij waarschijnlijk in Mechelen, waar ze overleed.
Hij kreeg zijn muzikale opleiding aan het Conservatorium van Brussel. Docenten waren Charles Marie François Bosselet (harmonieleer) en François-Joseph Fétis (contrapunt). Hij beëindigde zijn studie daar in 1853. Hij deed mee aan de Belgische Prix de Rome-prijs met de werken in Les chrétiens martyrs en Le dernier jour d’Hercalanum. Hij kon vervolgens verder studeren in Italië. Van zijn hand verschenen verder liederen, motetten, etc. Zijn opera Hermold le Normand werd uitgevoerd in de Brusselse Koninklijke Muntschouwburg op 15 maart 1858. Het bleek onvoldoende voor een loopbaan als componist. In die jaren was hij ook enige tijd dirigent van een orkest in de Sint-Katelijnekerk in Brussel.
Veel beter verging het hem in zijn zangersloopbaan als Luigi Agnesi. Hij nam lessen aan het Conservatorium in Parijs bij Gilbert Duprez. Ondertussen zong hij bij een aantal operagezelschappen door Duitsland. Zo trad hij in maart 1862 op met het “Compagnie Italienne” van Eugenio Merelli in Amsterdam in gezelschap van hofviolist Henri Vieuxtemps. Hij zong toen de rol van Don Basilio in Il barbiere di Siviglia van Gioacchino Rossini. Er zijn ook optredens bekend in dezelfde Muntschouwburg ( (1862) en november 1864 in het Théâtre Italien in Parijs. Hij zong toen de rol Assur in Semiramide van Gioacchino Rossini (die rol had hij ook al in Amsterdam gezongen) en kreeg veel bijval voor zijn stem. Er volgden meer optredens in Parijs (1864, bij Pillet-Will)  en de rest van Frankrijk. Hij trad ook op in Duitsland, Nederland en België. Maar zijn grootste succes kreeg hij in Londen in het Her Majesty's Theatre, Royal Opera House, Theatre Royal, Drury Lane (1871-1874) en festivalconcerten, voornamelijk bij uitvoeringen van oratoria van Georg Friedrich Händel. Andere noemenswaardige rollen zong hij in Gaetano Donizetti’s Anna Bolena (rol Enrico) en Lucrezia Borgia (rol Alfonso) en in Giacomo Meyerbeers Hugenoten (rol St. Bris). In Londen gaf hij ook nog zangles.  
- Bibliothèque nationale de France: cb148025270 (data)
- Gemeinsame Normdatei: 116270179
- International Standard Name Identifier: 0000 0000 1039 6193
- Virtual International Authority File: 62295955
- WorldCat: E39PBJtX4K896bR73bvp4q7j4q